# Daniel Villar
Daniel Villar Toro (Madrid), más conocido como Daniel Villar, es un actor español de cine, teatro y televisión.

## Biografía
Se formó en la prestigiosa escuela de arte dramático dirigida por Juan Carlos Corazza, escuela también de actores como Javier Bardem, Elena Anaya, Pilar López de Ayala o Manuela Velasco entre otros.
Tuvo sus primeras oportunidades en la pequeña pantalla participando en series entre España y México como Hermanos y Detectives, El Albergue y Pacientes entre otras.
En el cine, hizo sus primeras incursiones en las películas 7 años de matrimonio de Joel Núñez; donde trabajó junto a actores como Roberto Palazuelos, Yolanda Andrade y Ximena Herrera. Además de aparecer en el remake del clásico de Carlos Enrique Taboada, Más negro que la noche, dirigido por Henry Bedwell.
En 2015 Daniel se incorpora a la segunda temporada de Club de Cuervos, serie de Netflix dirigida por Gary Alazraki, interpretando al abogado defensor del futbolista Aitor Cardoné, el cual disputa una demanda contra el club ahora dirigido por Isabel Iglesias (Mariana Treviño).
En 2016 Villar participa en la serie para Blim Tv, Un mal Date, dirigida por Gustavo Sariñana, interpretando a un nuevo amante de la protagonista, interpretada por la actriz y cantante Ximena Sariñana. Ese mismo año interviene en la película Todo lo que no Quiero del director Rodolfo Loyola.
En 2018 interpreta el personaje de Juan de Jaramillo en la serie Malinche, producida por Patricia Arriaga para Canal 11 México dirigida por Julián de Tavira. Daniel interpreta a uno de los mejores amigos y acompañante de Hernán Cortés durante la conquista de México junto a José María de Tavira. Además interviene en la serie para Televisa y Univisión, Amar a Muerte, dando vida a un presentador de noticias del canal Tv Centro, del cual es dueña la viuda Lucía Borges (Angelique Boyer). Ese mismo año también para Televisa Villar participa en la telenovela Mi marido tiene más familia, interpretando a Martín el jefe de Neto (Gabriel Soto) en un restaurante de Miami. Telenovela producida por Juan Osorio. También para televisión Villar aparece en el capítulo 11 de la serie Dogma, dirigida por Carlos Carrera, interpretando la aparición de un Mesías al cuál los investigadores no logran encontrar explicación.
En 2019, Daniel vuelve a Netflix con la serie Monarca producida por Salma Hayek, Lemon Studios y Stern Castle, interpretando el personaje del Padre Norberto. Ese mismo año Villar vuelve al cine con la película Esto no es Berlín, dirigida por Hari Sama, seleccionada para participar en los festivales de Sundance y Tribeca, ganadora de 4 Biznagas en el Festival de Málaga. Villar interpreta a Franco uno de los artistas del movimiento underground durante el año 86 en la Ciudad de México.
Además Villar ha intervenido en varios cortometrajes destacando Zerch, dirigido por J. Xavier Velasco, ganador del premio al mejor guion en el festival de cine Feratum 2015 y mejor fotografía en el festival Pantalla de Cristal 2015. También el cortometraje Mariposa dirigido por Magalie de la Torre, ganador del Short Sweet and SAE Hollywood de Los Ángeles, California en 2019.

## Filmografía

### Cine
- Esto no es Berlín (2019)
- Todo lo que no quiero (2016)
- Más negro que la noche (2014)
- Marina (2013)
- 7 años de matrimonio ( 2012)

### Televisión
- Monarca (2019)
- Mi marido tiene más familia (2018)
- Amar a muerte (2018)
- Malinche (2018)
- Por amar sin ley (2018)
- 1000 formas de amar (2017)
- Drunk History (2017)
- Dogma (2016)
- Un mal Date (2016)
- La Rosa de Guadalupe (2016)
- Club de Cuervos 2 (2016)
- El color de la pasión (2014)
- Nueva vida (2013)
- Porque el amor manda (2013)
- Pacientes (2012)
- El albergue (2012)
- Trillizas de colores (2012)
- Hermanos y detectives (2007)

### Cortometrajes
- Mariposa (2018)
- M.A.R.C.E.L. (2014)
- Zerch (2014)
- Lázaro (2013)
- Balcón Chihuahua (2013)
- Vía Crucis (2012)
- Afuera ( 2012)
- LuminOSO (2012)
- Ana (2012)
- Forajido (2011)
- Resaka (2007)
- Encuentro en el jardín del abandono (2005)
- Marcha Atrás ( 2002)
- Estoy bien (2002)

### Teatro
- La oficina de amor (2018)
- Dulce Venganza (2018)
- Cristian (2018)
- Pogo (2017)
- El amor nunca muere (2015)